# Cycas beddomei
Cycas beddomei es una especie de Cycadopsida del género Cycas, de la familia Cycadaceae, del orden Cycadales.

## Distribución
Cycas beddomei se distribuye por India (Andhra Pradesh).

## Taxonomía
Fue descrita científicamente por Dyer Fue publicado por primera vez en Dyer. In: Trans. Linn. Soc. London, Bot. 2(5): 85-86, pl. 17. (1885).